# Un bon doctor
Un bon doctor (títol original en francès, Docteur ?) és una pel·lícula de comèdia francesa de 2019 dirigida per Tristan Séguéla. Un metge nocturn de París, interpretat per Michel Blanc, es veu obligat, la nit de Nadal, a "delegar" l'atenció donada a diversos pacients a un repartidor d'Uber Eats, interpretat per Hakim Jemili. S'ha doblat al valencià per a À Punt; també s'ha subtitulat al català central.

## Repartiment
- Michel Blanc: Serge Mamou Mani, el metge
- Hakim Jemili: Malek, el repartidor d'Uber
- Solène Rigot: Rose, l'ex del fill d'en Serge
- Artus: Wilfried
- Franck Gastambide: Grisoni, el client d'Uber
- Fadily Camara: Sonya Derringer, la dona que dona a llum
- Lucia Sanchez: Madame Dos Santos
- Jacques Boudet: Monsieur Xanakis, el vell pacient
- Ophélia Kolb: Marjolaine Joffrin
- Maxence Tual: Henri Joffrin
- Natalie Beder: Constance Schneider
- Nicolas Vaude: Charles Schneider, el cirurgià
- Marie-Christine Adam: Madame Schneider
- Marius Yelolo: el pacient amb lumbàlgia
- Chantal Lauby (veu): Suzy, la veu de la centraleta de Metges de París

## Premis i reconeixements
- Premi dels estudiants de secundària del 28è Festival de Cinema de Sarlat de 2019[4]
- Gran Premi del Festival Internacional de Cinema de Comèdia de Lieja de 2019